# Eich
Eich es una comuna suiza del cantón de Lucerna, situada en el distrito de Sursee a orillas del lago de Sempach. Limita al norte con la comuna de Beromünster, al noreste con Neudorf, al sureste con Sempach, al oeste con Nottwil y Oberkirch, y al noroeste con Schenkon.